# Нормы пожарной безопасности
Нормы пожарной безопасности (НПБ) — нормативные акты, которые до реформы технического регулирования и регуляторной гильотины устанавливали необходимые правила противопожарной защиты различных объектов: производственных и жилых помещений, судов, транспортных средств, а также правила проектирования, эксплуатации и обслуживания специальных средств противопожарной защиты (пожарная сигнализация, установка пожаротушения). Первоначально Нормы государственной противопожарной службы МВД России.
В Республике Беларусь Нормы пожарной безопасности утверждаются Постановлением или Приказом Министерства по чрезвычайным ситуациям или Приказом Главного государственного инспектора по пожарному надзору.
Как правило, в литературе Нормы пожарной безопасности обозначались так:
НПБ XXX-YY или НПБ XXX-YYYY
где ХХХ — номер нормативного акта, YY — последние две цифры года, когда он был принят, если принятие состоялось до 2000 года, YYYY — 4 цифры года, если принятие состоялось начиная с 2000 года.
Если в конце обозначения стоит звездочка, то это означает, что после принятия НПБ вносились изменения.
Нормы пожарной безопасности Российской Федерации в основном разработаны ФГУ ВНИИПО МЧС России (Федеральное государственное учреждение «Всероссийский ордена „Знак Почета“ научно-исследовательский институт противопожарной обороны Министерства Российской Федерации по делам гражданской обороны, чрезвычайным ситуациям и ликвидации последствий стихийных бедствий»).
Нормы пожарной безопасности Республики Беларусь разрабатываются, как правило, НИИ ПБ и ЧС МЧС РБ (Научно-исследовательский институт пожарной безопасности и чрезвычайных ситуаций Министерства по чрезвычайным ситуациям Республики Беларусь)
Начиная с 2009 года в Республике Беларусь заметна тенденция по замене Норм пожарной безопасности национальными стандартами СТБ.

## Регуляторная гильотина
В рамках регуляторной гильотины с 1 января 2021 года в России запрещено использовать при государственном надзоре (контроле) нормативные правовые акты, вступившие в силу до 1 января 2020 года. Большая часть норм в рамках реформы была отменена перечнем, в который не попали около 50 НПБ (например НПБ 105-03, НПБ 113-03 и другие).
До 1 марта 2022 г. действовало исключение в запрете использования НПБ при надзоре для норм:
- НПБ 110-03 Перечень зданий, сооружений, помещений и оборудования, подлежащих защите автоматическими установками пожаротушения и автоматической пожарной сигнализацией;
- НПБ 104-03 Проектирование систем оповещения людей о пожаре в зданиях и сооружениях;
- Обучение мерам пожарной безопасности работников организаций.[4]

В Перечень нормативных правовых актов и нормативных документов, относящихся к сфере деятельности Федеральной службы по экологическому, технологическому и атомному надзору (П-01-01-2021), принятом в марте 2022 года, входят НПБ 104-03, НПБ 110-03 и НПБ 113-03.

## Нормы государственной противопожарной службы МВД России
Документы утверждены 06.12.1993, введены в действие 31.01.1994 и признаны не нуждающимися в регистрации в Министерстве юстиции.
- НПБ 01-93 Порядок разработки и утверждения нормативных документов Государственной противопожарной службы МВД России.
- НПБ 02-93 Порядок участия органов государственного пожарного надзора Российской Федерации в работе комиссий по выбору площадок (трасс) для строительства.
- НПБ 03-93 Порядок согласования органами государственного пожарного надзора Российской Федерации проектно-сметной документации на строительство.
- НПБ 04-93 Порядок государственного пожарного надзора за строительством объектов иностранными фирмами на территории Российской Федерации.
- НПБ 05-93 Порядок участия органов государственного пожарного надзора Российской Федерации в работе комиссий по приемке в эксплуатацию законченных строительством объектов.

К нормативным документам Государственной противопожарной службы НПБ 01-93 относил:
- нормы государственной противопожарной службы МВД России 
  - НПБ — федерального значения;
  - ТНПБ — территориального значения;
- правила пожарной безопасности
  - ППБ — федерального значения;
  - ТППБ — территориального значения;
  - ВППБ — ведомственного (отраслевого) значения.

## Нормы пожарной безопасности
Вступивший 05.01.1995 закон "О пожарной безопасности" отнес к полномочиям федеральных органов государственной власти в области пожарной безопасности организацию разработки и утверждение государственных стандартов, норм, правил пожарной безопасности и других нормативных документов по пожарной безопасности. С 01.07.2003 вступил в силу федеральный закон от 27.12.2002 N 184-ФЗ "О техническом регулировании", который запретил федеральным органам исполнительной власти издавать в сфере технического регулирования акты обязательного характера. 18.06.2003 были переутверждены со ссылкой на закон "О техническом регулировании" 128 норм пожарной безопасности.
- НПБ 06-96 Порядок классификации и кодирования нормативных документов по пожарной безопасности.
- НПБ 23-01 Пожарная опасность технологических сред. Номенклатура показателей.
- НПБ 51-96 Составы газовые огнетушащие. Общие технические требования. Методы испытаний.
- НПБ 54-01 Установки газового пожаротушения автоматические. Модули и батареи. Общие технические требования. Методы испытаний.
- НПБ 57-97 Приборы и аппаратура автоматических установок пожаротушения и пожарной сигнализации. Помехоустойчивость и помехоэмиссия. Общие технические требования. Методы испытаний.
- НПБ 58-97 Системы пожарной сигнализации адресные. Общие технические требования. Методы испытаний
- НПБ 59-97 Установки водяного и пенного пожаротушения. Пеносмесители пожарные и дозатор. Номенклатура показателей. Общие технические требования. Методы испытаний.
- НПБ 60-97 Пожарная техника. Генераторы огнетушащего аэрозоля. Общие технические требования. Методы испытаний.
- НПБ 61-97 Пожарная техника. Установки пенного пожаротушения. Генераторы пены низкой кратности для подслойного тушения резервуаров. Общие технические требования. Методы испытаний.
- НПБ 62-97 Установка водяного и пенного пожаротушения автоматические. Оповещатели пожарные звуковые гидравлические. Общие технические требования. Методы испытаний.
- НПБ 63-97 Установки пенного пожаротушения автоматические. Дозаторы. Общие технические требования. Методы испытаний.
- НПБ 65-97 Извещатели пожарные оптико-электронные. Общие технические требования. Методы испытаний.
- НПБ 66-97 Извещатели пожарные автономные. Общие технические требования. Методы испытаний.
- НПБ 67-98 Установки порошкового пожаротушения автоматические. Модули. Общие технические требования. Методы испытаний.
- НПБ 68-98 Оросители водяные спринклерные для подвесных потолков. Огневые испытания.
- НПБ 69-98 Установки пожаротушения водяные автоматические. Общие технические требования. Методы испытаний
- НПБ 70-98 Извещатели пожарные ручные. Общие технические требования. Методы испытаний.
- НПБ 71-98 Извещатели пожарные газовые. Общие технические требования. Методы испытаний.
- НПБ 72-98 Извещатели пожарные пламени. Общие технические требования. Методы испытаний.
- НПБ 73-98 Пожарная техника. Генераторы огнетушащего аэрозоля оперативного применения. Общие технические требования. Методы испытаний.
- НПБ 75-98 Приборы приемо-контрольные пожарные. Приборы управления пожарные. Общие технические требования. Методы испытаний.
- НПБ 76-98 Извещатели пожарные. Общие технические требования. Методы испытаний.
- НПБ 77-98 Технические средства оповещения и управления эвакуацией пожарные. Общие технические требования. Методы испытаний.
- НПБ 78-99 Установки газового пожаротушения автоматические. Резервуары изотермические. Общие технические требования. Методы испытаний.
- НПБ 79-99 Установки газового пожаротушения автоматические. Устройства распределительные. Общие технические требования. Методы испытания.
- НПБ 80-99 Модульные установки пожаротушения тонкораспыленной водой автоматические. Общие технические требования. Методы испытаний.
- НПБ 81-99 Извещатели пожарные дымовые радиоизотопные. Общие технические требования. Методы испытаний.
- НПБ 82-99 Извещатели пожарные дымовые оптико-электронные линейные. Общие технические требования. Методы испытаний.
- НПБ 83-99 Установки водяного и пенного пожаротушения автоматические. Узлы управления. Общие технические требования. Методы испытаний.
- НПБ 84-00 Установки водяного и пенного пожаротушения роботизированные. Общие технические требования. Методы испытаний.
- НПБ 85-00 Извещатели пожарные тепловые. Технические требования пожарной безопасности. Методы испытаний.
- НПБ 86-00 Источники электропитания постоянного тока средств противопожарной защиты. Общие технические требования. Методы испытаний.
- НПБ 87-01 Установки водяного и пенного пожаротушения автоматические. Оросители. Общие технические требования. Методы испытаний.
- НПБ 88-01 Установки пожаротушения и сигнализации. Нормы и правила проектирования.
- НПБ 101-95 Нормы проектирования объектов пожарной охраны.
- НПБ 103-95 Торговые павильоны и киоски. Противопожарные требования.
- НПБ 104-03 Системы оповещения и управления эвакуацией людей при пожарах в зданиях и сооружениях (Зарегистрированы в Министерстве юстиции Российской Федерации 27.06.2003 N 4837).
- НПБ 105—03 «Определение категорий помещений, зданий и наружных установок по взрывопожарной и пожарной опасности»
- НПБ 106-95 "Индивидуальные жилые здания. Противопожарные требования" (утратили силу в связи с введением в действие СНиП 31-02-2001 "Дома жилые одноквартирные"[10])
- НПБ 108-96 Культовые сооружения. Противопожарные требования.
- НПБ 109-96 Вагоны метрополитена. Требования пожарной безопасности.
- НПБ 110-03 Перечень зданий, сооружений, помещений и оборудования, подлежащих защите автоматическими установками пожаротушения и автоматической пожарной сигнализацией (Зарегистрированы в Министерстве юстиции Российской Федерации 27.06.2003 N 4836).
- НПБ 111-98 Автозаправочные станции. Требования пожарной безопасности.
- НПБ 113-03 Пожарная безопасность атомных станций. Общие требования.
- НПБ 114-02 Противопожарная защита атомных станций. Нормы проектирования.
- НПБ 151-00 Шкафы пожарные. Технические требования пожарной безопасности. Методы испытаний.
- НПБ 152-00 Техника пожарная. Рукава пожарные напорные. Технические требования пожарной безопасности. Методы испытаний.
- НПБ 153-00 Техника пожарная. Головки соединительные пожарные. Технические требования пожарной безопасности. Методы испытаний.
- НПБ 154-00 Техника пожарная. Клапаны пожарных кранов. Технические требования пожарной безопасности. Методы испытаний.
- НПБ 155-02 Техника пожарная. Огнетушители. Порядок постановки огнетушителей на производство и проведения сертификационных испытаний.
- НПБ 157-99 Боевая одежда пожарного. Общие технические требования. Методы испытаний.
- НПБ 158-97 Специальная защитная обувь пожарных. Общие технические требования. Методы испытаний.
- НПБ 159-97 Техника пожарная. Стволы пожарные лафетные комбинированные. Общие технические требования и методы испытания.
- НПБ 160-97 Цвета сигнальные. Знаки пожарной безопасности. Виды, размеры, общие технические требования.
- НПБ 161-97 Специальная защитная одежда пожарных от повышенных тепловых воздействий. Общие технические требования. Методы испытаний.
- НПБ 162-02 Специальная защитная одежда пожарных изолирующего типа. Общие технические требования. Методы испытаний.
- НПБ 163-97 Пожарная техника. Основные пожарные автомобили. Общие технические требования. Методы испытаний.
- НПБ 164-01 Техника пожарная. Кислородные изолирующие противогазы (респираторы) для пожарных. Общие технические требования. Методы испытаний.
- НПБ 165-01 Техника пожарная. Дыхательные аппараты со сжатым воздухом для пожарных. Общие технические требования. Методы испытаний.
- НПБ 166-97 Пожарная техника. Огнетушители. Требования к эксплуатации.
- НПБ 167-97 Веревки пожарные спасательные. Общие технические требования. Методы испытаний.
- НПБ 168-97 Карабин пожарный. Общие технические требования. Методы испытаний.
- НПБ 169-01 Техника пожарная. Самоспасатели изолирующие для защиты органов дыхания и зрения людей при эвакуации из помещений во время пожара. Общие технические требования. Методы испытаний.
- НПБ 170-98 Порошки огнетушащие общего назначения. Общие технические требования. Методы испытаний.
- НПБ 171-98 Лестницы ручные пожарные. Общие технические требования и методы испытаний.
- НПБ 172-98 Пояса пожарные спасательные. Общие технические требования и методы испытаний.
- НПБ 173-98 Каски пожарные. Общие технические требования и методы испытаний.
- НПБ 174-98 Порошки огнетушащие специального назначения. Общие технические требования. Методы испытаний. Классификация.
- НПБ 175-02 Фонари пожарные носимые. Общие технические требования. Методы испытаний.
- НПБ 176-98 Техника пожарная. Насосы центробежные пожарные. Общие технические требования. Методы испытаний.
- НПБ 177-99 Техника пожарная. Стволы пожарные ручные. Общие технические требования. Методы испытаний.
- НПБ 178-99 Техника пожарная. Лицевые части средств индивидуальной защиты органов дыхания пожарных. Общие технические требования. Методы испытаний.
- НПБ 179-99 Пожарная техника. Устройства защитного отключения для пожарных машин. Общие технические требования. Методы испытаний.
- НПБ 180-99 Пожарная техника. Автомобили пожарные. Разработка и постановка на производство.
- НПБ 181-99 Автоцистерны пожарные и их составные части. Выпуск из ремонта. Общие технические требования. Методы испытаний.
- НПБ 182-99 Пожарная техника. Средства индивидуальной защиты рук пожарных. Общие технические требования. Методы испытаний.
- НПБ 183-99 Техника пожарная. Водосборник рукавный. Общие технические требования. Методы испытаний.
- НПБ 184-99 Техника пожарная. Колонка пожарная. Общие технические требования. Методы испытаний.
- НПБ 185-99 Техника пожарная. Аппараты искусственной вентиляции легких для оказания доврачебной помощи пострадавшим при пожарах. Общие технические требования. Методы испытаний.
- НПБ 186-99 Техника пожарная. Установки компрессорные для наполнения сжатым воздухом баллонов дыхательных аппаратов для пожарных. Общие технические требования. Методы испытаний.
- НПБ 187-99 Устройства спасательные рукавные. Общие технические требования. Методы испытаний.
- НПБ 188-00 Автолестницы пожарные. Основные технические требования. Методы испытаний.
- НПБ 189-00 Техника пожарная. Стволы пожарные воздушно-пенные. Общие технические требования. Методы испытаний.
- НПБ 190-00 Техника пожарная. Баллоны для дыхательных аппаратов со сжатым воздухом для пожарных. Общие технические требования. Методы испытаний.
- НПБ 191-00 Техника пожарная. Автолестницы и автоподъемники пожарные. Термины и определения.
- НПБ 192-00 Техника пожарная. Автомобиль связи и освещения. Общие технические требования. Методы испытаний.
- НПБ 193-00 Устройства канатно-спускные пожарные. Технические требования пожарной безопасности. Методы испытаний.
- НПБ 194-00 Техника пожарная. Автомобиль газодымозащитной службы. Общие технические требования. Методы испытаний.
- НПБ 195-00 Автолестницы пожарные и их составные части. Выпуск из ремонта. Общие технические требования. Методы испытаний.
- НПБ 196-00 Боевая одежда пожарного для районов России с умеренно холодным, холодным и очень холодным климатом. Технические требования пожарной безопасности. Методы испытаний.
- НПБ 197-01 Автоподъемники пожарные. Общие технические требования. Методы испытаний.
- НПБ 198-01 Автоподъемники пожарные и их составные части. Выпуск из ремонта. Общие технические требования. Методы испытаний.
- НПБ 199-01 Техника пожарная. Огнетушители. Источники давления. Общие технические требования. Методы испытаний.
- НПБ 200-01 Техника пожарная. Пеносмесители. Общие технические требования. Методы испытаний.
- НПБ 201-96 Пожарная охрана предприятий. Общие требования. (отменены[11])
- НПБ 202-96 Муниципальная пожарная служба. Общие требования.
- НПБ 203-98 Пенообразователи для подслойного тушения пожаров нефти и нефтепродуктов в резервуарах. Общие технические требования. Методы испытаний.
- НПБ 204-99 Порядок создания территориальных подразделений Государственной противопожарной службы на основе договоров с органами государственной власти субъектов Российской Федерации, органами местного самоуправления. Общие требования.
- НПБ 231-96 Потолки подвесные. Метод испытания на огнестойкость.
- НПБ 232-96 Порядок осуществления контроля за соблюдением требований нормативных документов на средства огнезащиты (разработка, применение и эксплуатация).
- НПБ 233-96 Здания и фрагменты зданий. Метод натурных огневых испытаний. Общие требования.
- НПБ 234-97 Гирлянды электрические световые. Требования пожарной безопасности. Методы испытаний.
- НПБ 235-97 Электронагревательные приборы для бытового применения. Требования пожарной безопасности и методы испытаний.
- НПБ 236-97 Огнезащитные составы для стальных конструкций. Общие требования. Методы определения огнезащитной эффективности.
- НПБ 237-97 Конструкции строительные. Методы испытаний на огнестойкость кабельных проходок и герметичных кабельных вводов.
- НПБ 238-97 Огнезащитные кабельные покрытия. Общие технические требования и методы испытаний.
- НПБ 239-97 Воздуховоды. Метод испытания на огнестойкость.
- НПБ 240-97 Противодымная защита зданий и сооружений. Методы приемосдаточных и периодических испытаний.
- НПБ 241-97 Клапаны противопожарные вентиляционных систем. Метод испытаний на огнестойкость.
- НПБ 242-97 Классификация и методы определения пожарной опасности электрических кабельных линий.
- НПБ 243-97 Устройства защитного отключения. Требования пожарной безопасности. Методы испытаний.
- НПБ 244-97 Материалы строительные. Декоративно-отделочные и облицовочные материалы. Материалы для покрытия полов. Кровельные, гидроизоляционные и теплоизоляционные материалы. Показатели пожарной опасности.
- НПБ 245-01 Лестницы пожарные наружные стационарные и ограждения крыш. Общие технические требования. Методы испытаний.
- НПБ 246-97 Арматура электромонтажная. Требования пожарной безопасности. Методы испытаний.
- НПБ 247-97 Электронные изделия. Требования пожарной безопасности. Методы испытаний.
- НПБ 248-97 Кабели и провода электрические. Показатели пожарной опасности. Методы испытаний.
- НПБ 249-97 Светильники. Требования пожарной безопасности. Методы испытаний.
- НПБ 250-97 Лифты для транспортирования пожарных подразделений в зданиях и сооружениях. Общие технические требования.
- НПБ 251-98 Огнезащитные составы и вещества для древесины и материалов на её основе. Общие требования. Методы испытаний
- НПБ 252-98 Аппараты теплогенерирующие, работающие на различных видах топлива. Требования пожарной безопасности. Методы испытаний.
- НПБ 253-98 Оборудование противодымной защиты зданий и сооружений. Вентиляторы. Метод испытания на огнестойкость.
- НПБ 254-99 Огнепреградители и искрогасители. Общие технические требования. Методы испытаний.
- НПБ 255-99 Изделия пиротехнические бытового назначения. Требования пожарной безопасности. Методы испытаний.
- НПБ 256-99 Препараты в аэрозольных упаковках. Общие требования пожарной безопасности.
- НПБ 257-02 Материалы текстильные. Постельные принадлежности. Мягкая мебель. Шторы. Занавеси. Методы испытаний на воспламеняемость.
- НПБ 301-01 Техника пожарная. Дымососы переносные пожарные. Общие технические требования. Методы испытаний.
- НПБ 302-01 Техника пожарная. Самоспасатели фильтрующие для защиты органов дыхания и зрения людей при эвакуации из помещений во время пожара. Общие технические требования. Методы испытаний.
- НПБ 303-01 Устройства спасательные прыжковые пожарные. Общие технические требования. Методы испытаний.
- НПБ 304-01 Пенообразователи для тушения пожаров. Общие технические требования и методы испытаний.
- НПБ 305-01 Пожарная техника. Заряды к воздушно-пенным огнетушителям и установкам пенного пожаротушения. Общие технические требования. Методы испытаний.
- НПБ 306-02 Техника пожарная. Сетки всасывающие. Общие технические требования. Методы испытаний.
- НПБ 307-02 Автомобили пожарные. Номенклатура показателей.
- НПБ 308-02 Порядок разработки и требования к ремонтной и эксплуатационной документации на пожарные автомобили и насосы.
- НПБ 309-02 Техника пожарная. Приборы для проверки дыхательных аппаратов и кислородных изолирующих противогазов (респираторов) пожарных. Общие технические требования. Методы испытаний.
- НПБ 310-02 Техника пожарная. Средства индивидуальной защиты органов дыхания пожарных. Классификация.
- НПБ 311-02 Техника пожарная. Пожарный штабной автомобиль. Общие технические требования. Методы испытаний
- НПБ 312-03 Техника пожарная. Аварийно-спасательный автомобиль. Общие технические требования. Методы испытаний.
- НПБ 313-02 Техника пожарная. Мотопомпы пожарные. Общие технические требования. Методы испытаний.
- НПБ 314-03 Автопеноподъемники пожарные. Основные технические требования. Методы испытаний.
- НПБ 316-03 Переносные и передвижные устройства пожаротушения с высокоскоростной подачей огнетушащего вещества. Требования пожарной безопасности. Методы испытаний.
- Нормы пожарной безопасности "Обучение мерам пожарной безопасности работников организаций" (Зарегистрировано в Министерстве юстиции Российской Федерации 21 января 2008 года, регистрационный N 10938)

## Территориальные нормы пожарной безопасности
- ТНПБ 6-01-99 Камины. Общие технические требования. Методы испытаний